# Street Band

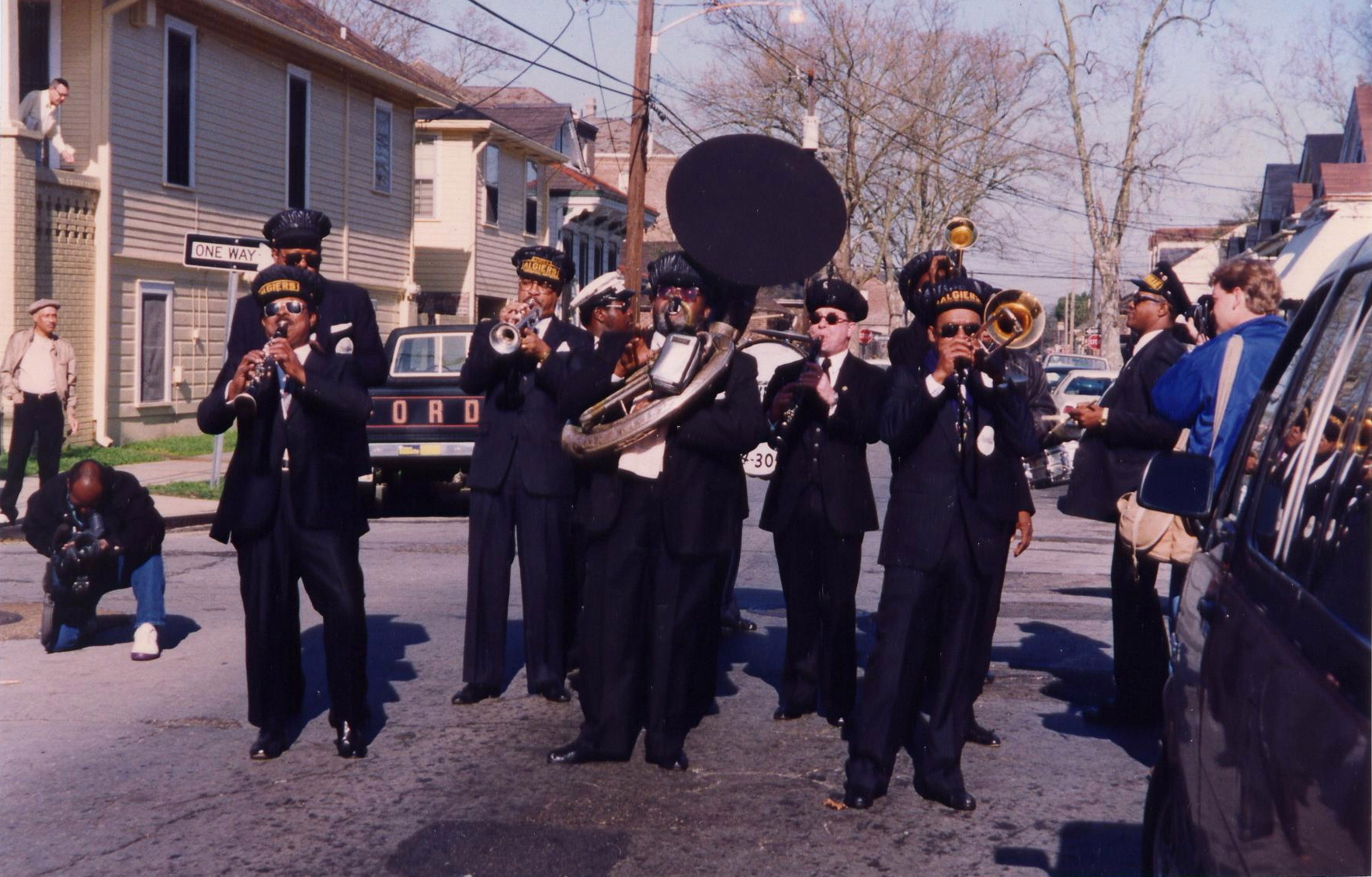
Die Algiers Brass Band bei einem Jazzbegräbnis in New Orleans

Eine Street Band, fälschlicherweise auch Marching Band genannt, ist eine klein- bis mittelformatige Jazzband mit (meist) einfach besetzten Bläserstimmen.

## Geschichte
Diese Bands stehen in der Tradition jener Straßenkapellen, die in den USA nach dem Ende des Bürgerkrieges entstanden, als Afroamerikaner (beispielsweise in Louisiana) bei der Auflösung der Truppen günstig die Musikinstrumente der Armee-Kapellen kaufen und daraufhin Musikkapellen gründen konnten. Dort spielten sie zunächst die gebräuchliche europäische Musik der Marschkapellen nach, die aber auch zu einer Grundlage für die Entwicklung eigener afroamerikanischer Musikformen war, die ebenfalls ins Repertoire übernommen wurden (Archaischer Jazz). Diese Orchester traten bei Hochzeiten, Beerdigungen, Reklameumzügen und im Karneval (Second Line) auf, spielten aber auch zum Tanz. Neuerdings spielen Street Bands zunehmend auf Straßen- und auch Volksfesten. Beliebt sind kleine Besetzungen, die mobil sind.

## Kennzeichen
Das Repertoire von Street Bands besteht aus Spirituals, Blues, Songs, Ragtime, Marschmusik sowie Oldtime Jazz. Die Street Band spielt (anders als die meisten Big Bands) alles auswendig. So kann sie durch die Straßen ziehen, und sich dabei bewegen. Bekannt sind insbesondere die Street Bands von New Orleans, etwa heute noch die Dirty Dozen Brass Band oder die Young Tuxedo Brass Band.

## Besetzung

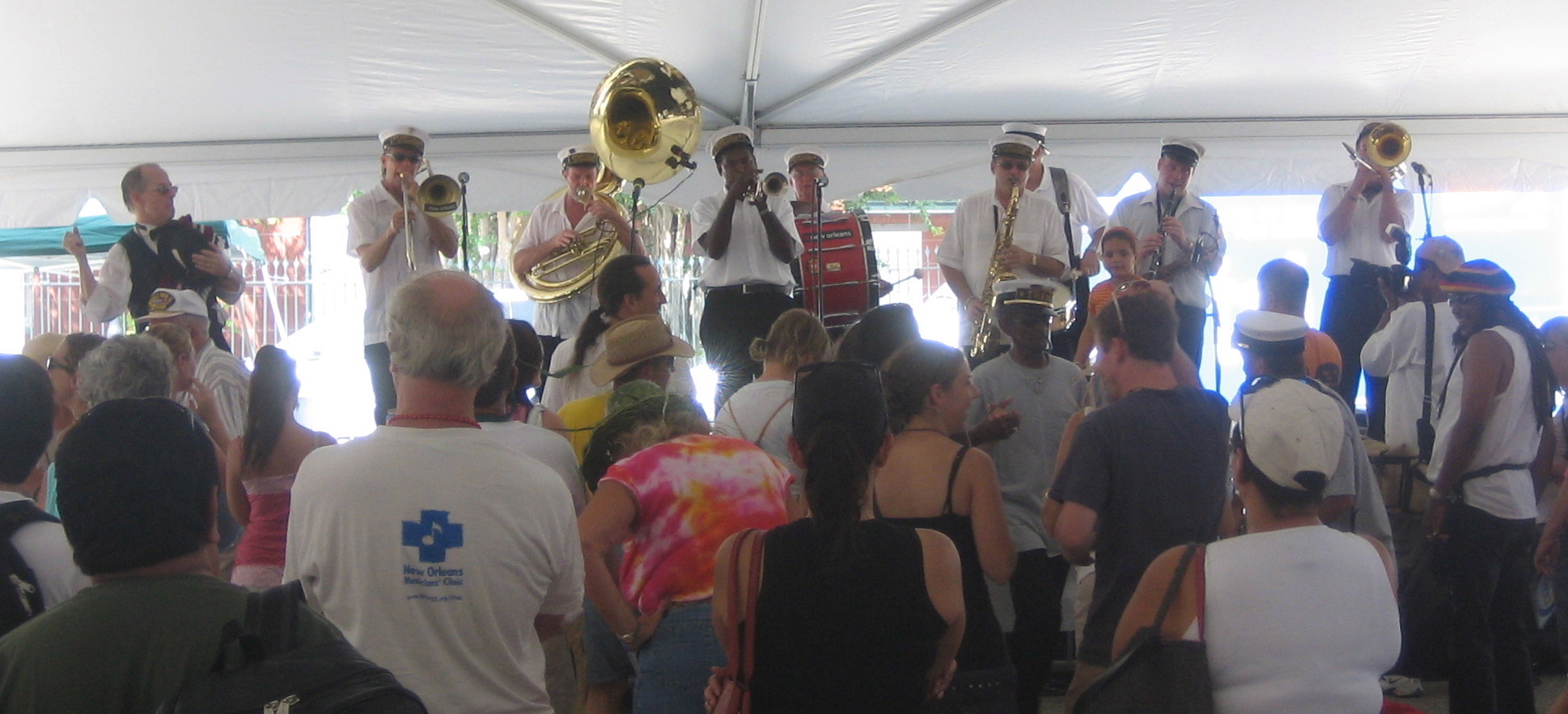
Storyville Stompers in New Orleans (2006)

1. Rhythmusgruppe: Schlagzeug (bzw. Große Trommel, Kleine Trommel und Becken) und Tuba (heute z. T. auch Sousaphon)
2. Holzbläser: Saxophone, früher auch Klarinetten oder Querflöten
3. Blechbläser: Trompeten und Posaunen

## Bekannte Street Bands
- Meute (Hamburg)
- Beatprotest (München)
- Bandacomunale (Dresden)
- StreetNoiseOrchestra (Innsbruck. seit 2014)
- Gegentonorchester (Linz, seit 2009)
- Musikarbeiterinnenkapelle (Wien)
- Masala Brass Kollektiv (Graz, seit 2007)
- Gomera Street Band
- Fanfaroma (Rom)
- Strampalabanda (Turin)
- Fanfara Obbligatoria Non Convenzionale (Mailand)
- Kinetika Bloco (London)
- Horns of Plenty (Oxford)
- BLAST Furness (Ulverston Cumbria)
- Toeters en Bellen (Amsterdam)
- MarcelFrontale (Lyon)
- Drop & Dowidder (Luxemburg)
- onairhört! (Sins, CH)
- Honk Fest
- Fanfare Ciocârlia